# Psaliodes bifurcata
Psaliodes bifurcata är en fjärilsart som beskrevs av Max Joseph Bastelberger 1907. Psaliodes bifurcata ingår i släktet Psaliodes och familjen mätare. Inga underarter finns listade i Catalogue of Life.